# Hydropsalis maculicaudus
Hydropsalis maculicaudus е вид птица от семейство Caprimulgidae.

## Разпространение
Видът е разпространен в Боливия, Бразилия, Венецуела, Гвиана, Колумбия, Мексико, Никарагуа, Парагвай, Перу, Суринам, Френска Гвиана и Хондурас.